# Vandenboschia johnstonensis
Vandenboschia johnstonensis är en hinnbräkenväxtart som först beskrevs av Bailey, och fick sitt nu gällande namn av Edwin Bingham Copeland. Vandenboschia johnstonensis ingår i släktet Vandenboschia och familjen Hymenophyllaceae. Inga underarter finns listade.